# Popielewskie Górki
Popielewskie Górki – wzniesienia o wysokości 164,1 m n.p.m. na Pojezierzu Drawskim, położone w woj. zachodniopomorskim, w powiecie świdwińskim, w gminie Połczyn-Zdrój.
Wzniesienie znajduje się w Drawskim Parku Krajobrazowym oraz obszarze specjalnej ochrony ptaków "Ostoja Drawska".
Przez Popielewski Górki przebiega 2. odcinek pomarańczowego Szlaku Konnego Pojezierza Drawskiego.
Ok. 1,4 km na północ od wierzchołka wzniesień leży wieś Popielewo.
Nazwę Popielewskie Górki wprowadzono urzędowo w 1950 roku, zastępując poprzednią niemiecką nazwę Bülower Berge.